# Anthony Weiner
Anthony David Weiner (New York,  1964. szeptember 4. –) az Egyesült Államok Képviselőházának tagja. Felesége, Huma Abedin 2009 óta Hillary Clinton tanácsadója.

## Élete
Anthony David Weiner New York Brooklyn negyedében született 1964-ben.

## Politikai pályafutás
Weiner 27 évesen New York város legfiatalabb önkormányzati képviselője lett.
1998 novemberében mentora, Chuck Schumer a szenátusi választáson indult, így 
Weiner Chuck Schumer körzetében indult a képviselőházi helyért.
Weiner 2011-ig, lemondásáig a képviselőház tagja volt.

## Szexbotrányai

### 2011
2011-es első szexbotránya után lemondott a képviselőházi mandátumáról.

### 2013
Második szexbotrányára a 2013-as New York-i polgármester választási kampányban derült fény.

### 2016
Harmadik szexbotránya a 2016-os elnökválasztásra esett. Felesége, Huma Abedin külön költözött tőle. Közös laptop használatuk miatt, a választást egyesek szerint befolyásoló módon az FBI elnöke újra nyitotta a Hillary Clinton e-mail-szervere miatti vizsgálatot.
2017.  szeptember 25-én New Yorkban 21 hónap szabadságvesztésre ítélték, amiért obszcén képeket küldött egy 15 éves lánynak.